# Jagdverband 44
Jagdverband 44 (JV 44) – elitarna jednostka Luftwaffe sformowana na początku 1945 roku pod dowództwem Adolfa Gallanda, po jego kontrowersyjnej dymisji ze stanowiska dowódcy lotnictwa myśliwskiego (General der Jagdflieger). Miała ona status jednostki eksperymentalnej - była traktowana jako prywatny eksperyment Gallanda, jego "miejsce wygnania", a zarazem ostatnia szansa na przedstawienie w praktyce poglądów na zastosowanie myśliwców odrzutowych Messerschmitt Me 262. Dzięki osobistym znajomościom i koneksjom dowódcy wśród pilotów znalazło się wielu asów myśliwskich, część z nich znajdowała się w "niełasce" dowództwa. 

## Taktyka
Jednostka operowała zazwyczaj w sile 2 kluczy (Kette) po 3 samoloty, z ogólnej liczby około 12 myśliwców. Atakowano formacje bombowców czterosilnikowych. 

## Sprzęt
Jako główny typ wykorzystywano myśliwce Messerschmitt Me 262. Dodatkowym uzbrojeniem były niekierowane rakiety przeciwlotnicze R4M, podwieszane w ilości 24 sztuk. Samolotami szkolnymi były Si 204, niezbędne do przeszkolenia pilotów na samoloty dwusilnikowe. Osłonę odrzutowców podczas startu i lądowania zapewniały myśliwce Fw 190D, w ilości co najmniej 5, tworzące tzw. Platzschutzschwarm.  